# 장승포시·거제군
장승포시·거제군은 대한민국의 옛 국회의원 선거구이다. 당시 경상남도 장승포시, 거제군 지역을 관할했다.

## 역사
1989년 1월, 거제군 장승포읍이 장승포시로 승격되었다. 이에 제14대 국회의원 선거를 앞두고 거제군 선거구가 장승포시·거제군 선거구로 개편되었다.
1995년 1월, 장승포시와 거제군이 통합되어 통합 거제시가 출범했다. 이에 제15대 국회의원 선거를 앞두고 거제시 선거구로 개편되었다.

## 역대 국회의원
| 선거   | 정당 | 정당       | 의원   |
| ------ | ---- | ---------- | ------ |
| 1992년 |      | 민주자유당 | 김봉조 |

## 역대 선거 결과

### 대한민국 제14대 국회의원 선거
|  | 76.25% |

|  | 12.91% |

|  | 6.36% |

|  | 4.46% |